# 명탐정 코난: 천공의 난파선
《명탐정 코난: 천공의 난파선》(일본어: 名探偵コナン 天空の難破船)은 2010년 4월 17일 일본에서 개봉한 일본 애니메이션 영화 명탐정 코난 시리즈 제14기 극장판이다. 대한민국에서는 2010년 7월 21일 개봉하였다. 배급사는 토호 주식회사이다. 2010년 부천 국제 판타스틱 영화제에서도 2010년 7월 17일 (자막판), 7월 18일 (더빙판)을 소개하였다.

## 개요
수수께끼의 테러리스트 조직 "붉은 샴 고양이"는 국립미생물연구소를 습격하여 연구소 안에 있던 세균을 훔친 후 범행 성명문을 통해 일주일 후에 다시 나타날 것을 예고하고...
같은 시간, 스즈키 지로키치 (정지로)가 다시 괴도 키드에게 도전장을 내미는데 이번에는 세계 최대 크기의 비행선인 벨트리 호에 가두어 놓은 보석을 훔쳐보라는 도전장을 키드에게 선포한다. 다음 날에 모리 란 (유미란), 스즈키 소노코 (정보라), 모리 코고로 (유명한), 아가사 히로시 (브라운 박사), 코난과 소년 탐정단 (어린이 탐정단) 어린이 등 괴도 키드와 관련있는 사람들이 모두 비행선에 탑승하고 제한 시간은 도쿄를 출발해 오사카까지 가는 6시간...
그런데 테러리스트 "붉은 샴 고양이"가 공중에서 비행선을 납치한다. 테러리스트는 선내에 폭탄을 장착하였고 한층 더 떠서 세균을 비행기 내에 살포했다. 폭탄이 폭발하면 승객과 승무원 모두가 희생되고 오사카 상공에서 세균이 퍼지면 긴키 지방에 있는 시민 1000만 명이 위기에 빠지는데...
테러리스트들의 목적은 과연 무엇인가? 그리고 코난(남도일)과 키드의 대결은 어떻게 될까?

## 등장인물

### 주요 캐릭터

#### 사건 관계자
- 에도가와 코난 (코난)
  -  일본판 성우 : 타카야마 미나미
  -  한국판 성우 : 김선혜
- 쿠도 신이치 (남도일)
  -  일본판 성우 : 야마구치 캇페이
  -  한국판 성우 : 강수진
- 괴도 키드 (고희도)
  -  일본판 성우 : 야마구치 캇페이
  -  한국판 성우 : 신용우
- 모리 란 (유미란)
  -  일본판 성우 : 야마자키 와카나
  -  한국판 성우 : 이현진
- 모리 코고로 (유명한)
  -  일본판 성우 : 고야마 리키야[2]
  -  한국판 성우 : 이정구
- 스즈키 소노코 (정보라)
  -  일본판 성우 : 마츠이 나오코
  -  한국판 성우 : 이용신
- 핫토리 헤이지 (하인성)
  -  일본판 성우 : 호리카와 료
  -  한국판 성우 : 최재호
- 토야마 카즈하 (서가영)
  -  일본판 성우 : 미야무라 유코
  -  한국판 성우 : 한신정
- 아가사 박사 (브라운 박사)
  -  일본판 성우 : 오가타 겐이치
  -  한국판 성우 : 황원
- 하이바라 아이 (홍장미)
  -  일본판 성우 : 하야시바라 메구미
  -  한국판 성우 : 우정신
- 코지마 겐타 (고뭉치) :
  -  일본판 성우 : 타카기 와타루
  -  한국판 성우 : 한인숙
- 츠부라야 미츠히코 (박세모)
  -  일본판 성우 : 오오타니 이쿠에
  -  한국판 성우 : 김영은
- 요시다 아유미 (한아름)
  -  일본판 성우 : 이와이 유키코
  -  한국판 성우 : 여민정
- 카와구치 사토시 (서세진)
  -  일본판 성우 : 오오하시 노조미
  -  한국판 성우 : 이소은
- 스즈키 지로키치 (정지로)
  -  일본판 성우 : 나가이 이치로
  -  한국판 성우 : 이종구

#### 경시청소속
- 나카모리 긴죠 (임은삼 반장)
  -  일본판 성우 : 이시즈카 운쇼
  -  한국판 성우 : 설영범
- 오다기리 토시로 (고대길 부장)
  -  일본판 성우 : 나카타 코우지
  -  한국판 성우 : 정승욱
- 메구레 쥬죠 (골롬보 반장)
  -  일본판 성우 : 챠후린
  -  한국판 성우 : 조동희
- 우노 타다요시 참사관 (우충현 참사관)
  -  일본판 성우 : 오우야 오미
  -  한국판 성우 : 장광
- 시라토리 닌자부로 (백동훈 형사)
  -  일본판 성우 : 이노우에 카즈히코
  -  한국판 성우 : 서윤선
- 타카기 와타루 (신형선 형사)
  -  일본판 성우 : 타카기 와타루
  -  한국판 성우 : 김광국
- 사토 미와코 (오지인 형사)
  -  일본판 성우 : 유야 아츠코
  -  한국판 성우 : 한채언
- 치바(이명수 형사)

치바의 이름이 국내에서는 "치바 이치조우"가 이름이라는 설이 있으나 사실이 아니다. 치바의 이름은 아직 언급된 바 없다.
- -  일본판 성우 : 치바 잇신
  -  한국판 성우 : 김영찬
- 핫토리 헤이조 (하평무 청장)
  -  일본판 성우 : 코야마 타케히로
  -  한국판 성우 : 이인성
- 토야마 긴시로 (서원상 부장)
  -  일본판 성우 : 오가와 신지
  -  한국판 성우 : 김세한
- 오오타키 고로 (김대용 반장)
  -  일본판 성우 : 와카모토 노리오
  -  한국판 성우 : 이병식
- 시카츠노 타카시 경부 (왕불상 반장)
  -  일본판 성우 : 히로세 마사시
  -  한국판 성우 : 온영삼

### 극장판 오리지널 캐릭터
- 미즈카와 토모(한국명: 남수철)
  -  일본판 성우 : 마치 유우지
  -  한국판 성우 : 이호산

니치우리TV(한국명:TBC)방송국의 프로듀서. 괴도키드와 스즈키 지로키지(정지로)의 대결을 취재하러 왔다.
- 니시타니 카스미(한국명: 강수미)
  -  일본판 성우 : 니시게 사와
  -  한국판 성우 : 김보영

니치우리TV(한국명:TBC)방송국의 리포터. 가짜 붉은 샴고양이 조직 두목의 진짜 부하이다.
- 이시모토 준페이(한국명: 이중기)
  -  일본판 성우 : 이케다 치시오
  -  한국판 성우 : 박성태

니치우리TV(한국명:TBC)방송국의 카메라맨. 가짜 붉은 샴고양이 조직 두목의 진짜 부하이다.
- 후지오카 타카미치(한국명: 마석규)
  -  일본판 성우 : 노다 켄이치
  -  한국판 성우 : 성완경

출판 기자로 사실은 가짜 붉은 샴고양이 조직 두목. 돈을 주고 외국에서 용병활동 경험이 있는 자들을 모아 가짜 붉은 샴고양이 조직을 만들어 흥복사에 있는 국보급 불상을 털 계획을 세운다.

## 특징
- 이번 극장판에서부터 TV시리즈 553화 이후 부터와 마찬가지로 모리 코고로의 담당 성우진이 카미야 아키라에서 고야마 리키야로 바뀐다. 고야마 리키야의 첫 극장판 담당 작품이기도 하다.
- 한국 개봉일이 2009년에 개봉한 《칠흑의 추적자》편보다 1주일이 더 빠르다. 이 편도 일본에서 상영 종료후 한국에서 가장 빨리 개봉하는 극장판이기도 하다.
- 이번 극장판 개봉과 함께 공개된 OVA는 오사카 오코노미 야끼 오디세이가 공개되었으며 비행기 공중 납치 사건이후 오사카에서 발생한 코난과 핫토리 헤이지 (하인성), 토야마 카즈하 (서가영)의 사건을 다룬 내용이다.
- 괴도 키드가 출연을 한다. 《탐정들의 진혼가》이후 4년 만에 출연했다. 극장판에서 총 네 번째 출연이다.
- 지난 2000년에 개봉한 《눈동자 속의 암살자》편에서 처음으로 등장한 경시청 (경찰청) 형사 부장으로 출연했던 오다기리 토시로 (고대길 부장)이 《눈동자 속의 암살자》편 이후 10년 만에 이번 극장판에서 다시 등장하여 이번 극장판에서 발생한 국립 도쿄 미생물 연구소 습격사건의 선두지휘를 맡는다.
- 이번 극장판에서 처음으로 오사카부경 인물인 핫토리 헤이지 (하인성)의 부친인 핫토리 헤이조 (하평무 청장)와 토야마 카즈하 (서가영)의 부친인 토야마 긴시로 (서원상 반장)가 10기 '탐정들의 진혼가'에 이어 두번째로 등장했다.
- 쿠도 신이치 (남도일)와 모리 란 (유미란)의 초등학생 시절의 에피소드가 《수평선상의 음모》편 이후 5년 만에 다시 등장한다.
- 오프닝 로고가 4기 이후 이미지 형식에서 타이틀 형식으로 다시 돌아왔다.
- TV판 6기 ~ 8기를 연출한 최우석 PD가 《칠흑의 추적자》편에 이어서 두 번째로 참여한 극장판 작품이다.
- 《칠흑의 추적자》편과 마찬가지로 등장인물들만 한국이름으로 번역되고 지명 로컬라이징이 시용되지 않았다. 최우석 PD가 오랜고민끝에 이렇게 하기로 결정했다고 한다.
- 이번 극장판도 2009년 부천 국제 판타스틱 영화제에 공식 초청됐던 《칠흑의 추적자》편에 이어서 2년 연속 부천 국제 판타스틱 영화제 공식 초청 작품으로 선정되었다.
- 세모 역을 담당했던 정선혜의 개인 사정으로 인해 TV판 8기와 마찬가지로 김영은가 세모 역을 맡았다.
- 2009년 TV판 7기와 《천국으로의 카운트다운》편과 《칠흑의 추적자》편때 개인 사정으로 인해 녹음에 참여 할 수 없었던 아름이 역의 여민정이 올해 TV판 8기때부터 다시 녹음 참여에 복귀하면서 이번 《천공의 난파선》에서 아름이역을 다시 맡게되었다.
- 이번 극장판에서 한국어 더빙판의 경우 괴도 키드가 쿠도 신이치 (남도일)로 변장했을 때 신이치 (남도일)의 목소리 부분에서 모순을 보였다. 원래 키드가 신이치 (남도일)로 변장했을 때 신이치 (남도일)의 담당 성우인 강수진씨의 목소리가 나왔어야 했지만, 이번 극장판에서는 키드의 담당 성우인 신용우가 대신 변장한 신이치 (남도일)의 목소리를 대신했다. 이전에 키드가 극장판에서 처음으로 등장한 《세기말의 마술사》편에서는 키드가 신이치 (남도일)로 변장했을 때는 신이치 (남도일)의 목소리가 정상적으로 나오는 부분과도 대조적이다.

## 홍보 문구
- 잡혔다……!?
- 괴도 VS 명탐정 - 화려한 모험의 하늘
- 괴도키드 VS 코난 VS 테러리스트 - 운명의 삼각대결

## 주제곡
- 가넷 크로우 〈Over Drive〉 (작사: 아즈키 나나, 작곡: 나카무라 유리, 편곡: 후루이 히로히토, 기타: 오카모토 히로시)
  - 가넷 크로우는 애니메이션을 포함하여 총 9곡을 명탐정 코난 오프닝과 엔딩의 주제가로 쓰였으며 극장판 최초로 극장판 주제가에 가넷 크로우가 참여 및 가넷 크로우의 노래가 채택되었다.

## 제작진

### 제작위원회
- 소학관
- 요미우리 TV
- 닛폰 TV
- 쇼가쿠칸집영사 프로덕션(ShoPro)
- 토호 주식회사
- 톰스 엔터테인먼트

### 스태프
- 원작 : 아오야마 고쇼
- 감독 : 야마모토 야스이치로
- 각본 : 코우치 카즈나리
- 음악 : 오노 카츠오
- 제작총지휘 : 우지이에 세이치로
- 스타일 에디터 : 이오카 준이치
- 촬영소 : 톰스 포토
- 음향 제작 : AUDIO PLANNING U
- 음악 제작 : 유니버설 뮤직
- 녹음 스타디움 : APU MEGURO STUDIO
- 프로듀서 : 스와 미치히코, 요시오카 마사히토
- 애니메이션 제작 : TMS ENTERTAINMENT LTD.

### 한국말 더빙 제작진

#### 사업팀
- 수입 - 투니버스 (주)온미디어
- 배급 - 에이원 엔터테인먼트

#### 녹음/연출
- 번역 - 김현정
- 연출 - 최우석

## 같이 보기
- 명탐정 코난의 영화 목록